# Ragnar Liljeblad
Karl Ragnar Liljeblad, född 25 september 1885 i Norrköpings norra församling, död 13 oktober 1967 i Västerås Lundby församling, var en svensk elektroingenjör.
Liljeblad utexaminerades från Kungliga Tekniska högskolans fackskola för elektroteknik 1907, var 1908–1910 och 1912–1914 elektroingenjör och konstruktionschef hos AB Elevator (Graham Brothers) och utförde 1911–1912 vissa uppdrag för denna firma i USA samt innehade även anställningar i såväl Syd- som Nordamerika. Han var teknisk chef vid ASEA 1918–1944 och konsulterande teknisk direktör där 1945–1963. Han var en av Sveriges pionjärer på kärnkraftsområdet och var ledamot av Atomkommittén 1945–1959 samt en av initiativtagarna till AB Atomenergi, i vars styrelse han ingick 1948–1956.
Liljeblad, som i tidskrifter publicerade uppmärksammade artiklar i elektrotekniska och mekaniska frågor, var även intresserad av religiösa och filosofiska frågor samt framträdde som försvarare av relativitetsteorin.  Han invaldes som ledamot av Ingenjörsvetenskapsakademien 1919 (som den yngste någonsin) och av Vetenskapsakademien 1939. Han tilldelades Ingenjörsvetenskapsakademiens stora guldmedalj 1951 tillsammans med Karl-Erik Eriksson med motiveringen "för deras insatser för utvecklingen av den elektrotekniska produktionen". Han promoverades till hedersdoktor vid Norges tekniske høgskole, NTH, (från 1996 del av Norges teknisk-naturvetenskapliga universitet, NTNU) 1935, och vid Kungliga Tekniska högskolan 1962.
Liljeblad var engagerad antikommunist och ledande inom Räddningsrörelsen, en hemlig gerillaorganisation, grundad 1948, avsedd att fungera vid en ockupation av Sverige. Initiativet till Räddningsrörelsen togs av nazisten Otto Hallberg men 1952 avslöjades den av säkerhetspolisen och upphörde. En parallell organisation fanns organiserad av försvarsstaben.
Han var gift första gången med Gurli Bartholdi och andra gången med Gund von Numers.